# Playlist: The Very Best of Britney Spears

A "Playlist: The Very Best of Britney Spears" Britney Spears amerikai énekesnő egyik válogatásalbuma. 2012 november 6-án jelent meg, kiadója a Legacy Recordings. A Billboard 200-on a 111. helyen debütált.

## Dallista
1. …Baby One More Time
2. (You Drive Me) Crazy (The Stop Remix!)
3. Oops!… I Did It Again
4. Stronger
5. I’m a Slave 4 U
6. Toxic
7. Gimme More
8. Womanizer
9. Hold It Against Me
10. Till the World Ends
11. If U Seek Amy
12. I Wanna Go
13. Piece of Me
14. Circus (Diplo Circus Remix)